# Misure di confinamento nel mondo dovute alla pandemia di COVID-19
Le misure di confinamento nel mondo dovute alla pandemia di COVID-19, chiamate anche giornalisticamente con il termine inglese lockdown, sono le misure come coprifuochi, quarantene e restrizioni agli spostamenti imposte da diversi Stati del mondo per limitare la diffusione del virus SARS-CoV-2 e quindi della malattia COVID-19.
Alcune misure includono il controllo totale del movimento, mentre altri Stati hanno imposto restrizioni basate sul tempo. Principalmente, solo le imprese essenziali potevano rimanere aperte. Scuole, università e college hanno chiuso a livello nazionale o locale in 172 paesi, colpendo circa il 98,5 per cento della popolazione studentesca del mondo.
Durante le restrizioni si sono registrate sensibili riduzioni dell'inquinamento atmosferico.

## Tabella delle misure di confinamento
| Albania                                                      | Albania                   | 2020-03-13 | 2020-06-01                             |            |            | Nazionale                                                     |
| Algeria                                                      | Algeria                   | 2020-03-23 | 2020-05-14                             |            |            | Città                                                         |
| Arabia Saudita                                               | Gedda                     | 2020-03-29 |                                        |            |            | Città                                                         |
| Arabia Saudita                                               | La Mecca                  | 2020-03-26 |                                        |            |            | Città                                                         |
| Arabia Saudita                                               | Medina                    | 2020-03-26 |                                        |            |            | Città                                                         |
| Arabia Saudita                                               | Al Qatif                  | 2020-03-09 |                                        |            | Area       |                                                               |
| Arabia Saudita                                               | Riad                      | 2020-03-26 |                                        |            | Città      |                                                               |
| Argentina                                                    | Argentina                 | 2020-03-19 | 2020-05-24                             |            |            | Nazionale                                                     |
| Armenia                                                      | Armenia                   | 2020-03-24 | 2020-05-04                             |            |            | Nazionale                                                     |
| Australia                                                    | Resto del Paese           | 2020-03-23 | 2020-05-15                             |            |            | Regionale                                                     |
| Australia                                                    | Melbourne                 | nessuno    | nessuno                                | 2020-07-08 | 2020-10-27 | Regionale                                                     |
| Australia                                                    | Victoria                  | nessuno    | nessuno                                | 2020-08-06 | 2020-09-16 | Regionale                                                     |
| Austria                                                      | Austria                   | 2020-03-16 | 2020-04-13                             | 2020-11-03 | 2020-11-30 | Nazionale                                                     |
| Azerbaigian                                                  | Azerbaigian               | 2020-03-31 | 2020-04-20                             |            |            | Nazionale                                                     |
| Bangladesh                                                   | Bangladesh                | 2020-03-26 | 2020-05-16                             |            |            | Nazionale                                                     |
| Barbados                                                     | Barbados                  | 2020-03-28 | 2020-05-03                             |            |            | Nazionale                                                     |
| Belgio                                                       | Belgio                    | 2020-03-18 | 2020-05-04                             | 2020-11-02 | 2020-12-14 | Nazionale                                                     |
| Bermuda                                                      | Bermuda                   | 2020-04-04 | 2020-05-02                             |            |            | Nazionale                                                     |
| Bolivia                                                      | Bolivia                   | 2020-03-22 | 2020-07-31                             |            |            | Nazionale                                                     |
| Botswana                                                     | Botswana                  | 2020-04-02 | 2020-04-30                             |            |            | Nazionale                                                     |
| Brasile                                                      | Santa Catarina            | 17-03-2020 | 07-04-2020                             |            |            | Città                                                         |
| Brasile                                                      | San Paolo                 | 24-03-2020 | 10-05-2020                             |            |            | Città                                                         |
| Bulgaria                                                     | Bulgaria                  | 2020-03-13 | 2020-06-15                             | 2020-11-28 | 2021-01-31 | Nazionale                                                     |
| Cipro del Nord                                               | Cipro del Nord            | 2020-03-30 | 2020-05-04                             |            |            | Nazionale                                                     |
| Colombia                                                     | Colombia                  | 2020-03-25 | 2020-06-30                             |            |            | Nazionale                                                     |
| RD del Congo                                                 | RD del Congo              | 2020-03-31 | 2020-04-20                             |            |            | Nazionale                                                     |
| Costa Rica                                                   | Costa Rica                | 2020-03-23 | 2020-05-01                             |            |            | Nazionale                                                     |
| Croazia                                                      | Croazia                   | 2020-03-18 | 2020-04-19                             | 2020-12-22 | 2021-01-08 | Nazionale                                                     |
| Rep. Ceca                                                    | Rep. Ceca                 | 2020-03-16 | 2020-04-12                             | 2020-10-22 | 2020-11-03 | Nazionale                                                     |
| Ecuador                                                      | Ecuador                   | 2020-03-16 | 2020-03-31                             |            |            | Nazionale                                                     |
| El Salvador                                                  | El Salvador               | 2020-03-12 | 2020-04-02                             |            |            | Nazionale                                                     |
| Eritrea                                                      | Eritrea                   | 2020-04-02 | 2020-04-23                             |            |            | Nazionale                                                     |
| Figi                                                         | Figi                      | 2020-03-20 | 2020-04-07                             |            |            | Città                                                         |
| Finlandia                                                    | Finlandia                 | 2020-03-27 | 2020-04-16                             |            |            | Città                                                         |
| Francia                                                      | Francia                   | 2020-03-17 | 2020-05-11                             | 2020-10-30 | 2020-12-14 | Nazionale                                                     |
| Georgia                                                      | Georgia                   | 2020-03-31 | 2020-04-21                             |            |            | Nazionale                                                     |
| Germania                                                     | Germania                  | 2020-03-23 | dal 2020-04-20 al 2020-05-10           | 2020-11-02 | 2020-11-30 | Nazionale                                                     |
| Ghana                                                        | Ghana                     | 2020-03-30 | 2020-04-12                             |            |            | Statale                                                       |
| Grecia                                                       | Grecia                    | 2020-03-23 | 2020-05-04                             | 2020-11-03 | 2020-11-30 | Nazionale                                                     |
| Guernsey                                                     | Guernsey                  | 2020-03-25 | 2020-06-20                             | 2021-01-23 | 2021-02-06 | Nazionale                                                     |
| Honduras                                                     | Honduras                  | 2020-03-20 | 2020-05-17                             |            |            | Nazionale                                                     |
| Ungheria                                                     | Ungheria                  | 2020-03-28 | 2020-04-10                             |            |            | Nazionale                                                     |
| India                                                        | India                     | 2020-03-25 | 2020-06-30                             |            |            | Nazionale                                                     |
| Iran                                                         | Iran                      | 2020-03-14 | 2020-04-20                             |            |            | Nazionale                                                     |
| Iraq                                                         | Iraq                      | 2020-03-22 | 2020-04-11                             |            |            | Nazionale                                                     |
| Irlanda                                                      | Irlanda                   | 2020-03-12 | 2020-05-18                             | 2020-10-21 | 2020-12-01 | Nazionale                                                     |
| Israele                                                      | Israele                   | 2020-04-02 | 2020-04-16                             |            |            | Città                                                         |
| Italia                                                       | Italia                    | 2020-03-09 | 2020-05-18                             |            |            | Nazionale                                                     |
| Giamaica                                                     | Saint Catherine           | 2020-04-15 | 2020-04-22                             |            |            | Nazionale                                                     |
| Giordania                                                    | Giordania                 | 2020-03-18 | 2020-04-30                             | 2020-11-10 | 2020-11-15 | Nazionale                                                     |
| Kosovo                                                       | Kosovo                    | 2020-03-14 | 2020-05-04                             |            |            | Nazionale                                                     |
| Kuwait                                                       | Kuwait                    | 2020-03-14 | 2020-03-29                             |            |            | Nazionale                                                     |
| Libano                                                       | Libano                    | 2020-03-15 | 2020-03-28                             | 2020-11-14 | 2020-11-28 | Nazionale                                                     |
| Liberia                                                      | Margibi                   | 2020-03-23 | 2020-04-11                             |            |            | Contee                                                        |
| Liberia                                                      | Montserrado               | 2020-03-23 | 2020-04-11                             |            |            | Contee                                                        |
| Libia                                                        | Libia                     | 2020-03-22 |                                        |            |            | Nazionale                                                     |
| Lituania                                                     | Lituania                  | 2020-03-16 | 2020-06-18                             | 2020-11-07 | 2020-11-28 | Nazionale                                                     |
| Madagascar                                                   | Antananarivo              | 2020-03-23 | 2020-04-20                             |            |            | Città                                                         |
| Madagascar                                                   | Toamasina                 | 2020-03-23 | 2020-04-20                             |            |            | Città                                                         |
| Malaysia                                                     | Malaysia                  | 2020-03-18 | 2020-06-09                             |            |            | Nazionale                                                     |
| Mongolia                                                     | Mongolia                  | 2020-03-10 | 2020-03-16                             | 2020-11-17 | 2020-12-01 | Nazionale                                                     |
| Montenegro                                                   | Tuzi                      | 2020-03-24 | 2020-05-05                             |            |            | Municipalità                                                  |
| Marocco                                                      | Marocco                   | 2020-03-19 | 2020-06-10                             |            |            | Nazionale                                                     |
| Namibia                                                      | Namibia                   | 2020-03-27 | 2020-05-04                             |            |            | Nazionale                                                     |
| Nepal                                                        | Nepal                     | 2020-03-24 | 2020-06-02                             |            |            | Nazionale                                                     |
| Nuova Zelanda                                                | Nuova Zelanda             | 2020-03-26 | 2020-05-14                             |            |            | Nazionale                                                     |
| Nigeria                                                      | Abuja                     | 30-03-2020 | 12-04-2020                             |            |            | Statale                                                       |
| Nigeria                                                      | Lagos                     | 30-03-2020 | 12-04-2020                             |            |            | Statale                                                       |
| Nigeria                                                      | Ogun                      | 30-03-2020 | 12-04-2020                             |            |            | Città                                                         |
| Oman                                                         | Mascate                   | 2020-04-10 | 2020-05-29                             |            |            | Governatorato                                                 |
| Oman                                                         | Jalan Bani Bu Ali         | 2020-04-16 | -                                      |            |            | Provinciale                                                   |
| Pakistan                                                     | Pakistan                  | 2020-03-24 | 2020-05-09                             |            |            | Nazionale                                                     |
| Panama                                                       | Panama                    | 2020-03-25 | 2020-05-31                             |            |            | Nazionale                                                     |
| Papua Nuova Guinea                                           | Papua Nuova Guinea        | 2020-03-24 | 2020-04-07                             |            |            | Nazionale                                                     |
| Paraguay                                                     | Paraguay                  | 2020-03-20 | 2020-05-03                             |            |            | Nazionale                                                     |
| Perù                                                         | Perù                      | 2020-03-16 | 2020-06-30                             |            |            | Nazionale                                                     |
| Filippine                                                    | Cebu                      | 2020-03-27 | 2020-05-15 al 2020-05-31               |            |            | Provinciale                                                   |
| Filippine                                                    | Regione di Davao          | 2020-03-19 | 2020-05-15                             |            |            | Regionale                                                     |
| Filippine                                                    | Luzon                     | 2020-03-15 | 2020-04-30 al 2020-05-15 al 2020-05-31 |            |            | Isole                                                         |
| Filippine                                                    | Soccsksargen              | 2020-03-23 | 2020-05-15                             |            |            | Regionale                                                     |
| Polonia                                                      | Polonia                   | 2020-03-13 | 2020-04-11                             |            |            | Nazionale                                                     |
| Portogallo                                                   | Portogallo                | 2020-03-19 | 2020-04-02                             |            |            | Nazionale                                                     |
| Qatar                                                        | Area industriale di Doha  | 2020-03-11 |                                        |            |            | Parco industriale                                             |
| Romania                                                      | Romania                   | 2020-03-25 | 2020-05-12                             |            |            | Nazionale                                                     |
| Russia                                                       | Mosca                     | 2020-03-30 | 2020-05-12                             |            |            | Area metropolitana                                            |
| Russia                                                       | Resto del Paese           | 2020-03-28 | 2020-04-30                             |            |            | Nazionale                                                     |
| Ruanda                                                       | Ruanda                    | 2020-03-21 | 2020-04-19                             |            |            | Nazionale                                                     |
| Samoa                                                        | Samoa                     | 2020-03-26 | 2020-04-08                             |            |            | Nazionale                                                     |
| San Marino                                                   | San Marino                | 2020-03-14 | 2020-05-05                             |            |            | Nazionale                                                     |
| Serbia                                                       | Serbia                    | 2020-03-15 | 2020-04-21 al 2020-05-04               |            |            | Nazionale                                                     |
| Singapore                                                    | Singapore                 | 2020-04-07 | 2020-06-01                             |            |            | Nazionale                                                     |
| Sudafrica                                                    | Sudafrica                 | 2020-03-26 | 2020-04-30                             |            |            | Nazionale                                                     |
| Spagna                                                       | Spagna                    | 2020-03-14 | 2020-05-09                             |            |            | Nazionale                                                     |
| Thailandia                                                   | Thailandia                | 2020-03-25 | 2020-05-31                             |            |            | Nazionale                                                     |
| Trinidad e Tobago                                            | Trinidad e Tobago         | 2020-03-17 | 2020-03-31                             |            |            | Nazionale                                                     |
| Tunisia                                                      | Tunisia                   | 2020-03-22 | 2020-04-19                             |            |            | Nazionale                                                     |
| Turchia                                                      | Turchia                   | 2020-04-23 | 2020-04-27                             |            |            | Solo in 30 città metropolitane e nella provincia di Zonguldak |
| Ucraina                                                      | Ucraina                   | 2020-03-17 | 2020-04-24                             |            |            | Nazionale                                                     |
| Emirati Arabi Uniti                                          | Emirati Arabi Uniti       | 2020-03-26 | 2020-04-17                             |            |            | Nazionale                                                     |
| Regno Unito                                                  | Inghilterra               | 2020-03-23 | 2020-07-04                             | 2020-11-05 | 2020-12-02 | Regionale                                                     |
| Regno Unito                                                  | Galles                    | 2020-03-23 | 2020-07-13                             | 2020-10-23 | 2020-11-09 | Regionale                                                     |
| Regno Unito                                                  | Irlanda del Nord          | 2020-03-23 | 2020-07-03                             | 2020-10-16 | 2020-11-16 | Regionale                                                     |
| Regno Unito                                                  | Scozia                    | 2020-03-23 | 2020-06-29                             |            |            | Regionale                                                     |
| Stati Uniti                                                  | California                | 19-03-2020 | 2020-05-08                             | 2020-12-07 | 2020-12-28 | Statale                                                       |
| Stati Uniti                                                  | Contea di Clark in Nevada | 20-03-2020 |                                        |            |            | Contea                                                        |
| Stati Uniti                                                  | Connecticut               | 23-03-2020 | 22-04-2020                             |            |            | Statale                                                       |
| Stati Uniti                                                  | Illinois                  | 13-04-2020 | 14-05-2020                             |            |            | Statale                                                       |
| Stati Uniti                                                  | Kansas City in Kansas     | 24-03-2020 | 19-04-2020                             |            |            | Città                                                         |
| Stati Uniti                                                  | Massachusetts             | 24-03-2020 | 04-05-2020                             |            |            | Statale                                                       |
| Stati Uniti                                                  | Michigan                  | 24-03-2020 | 13-04-2020                             |            |            | Statale                                                       |
| Stati Uniti                                                  | New York                  | 22-03-2020 | 13-06-2020                             |            |            | Statale                                                       |
| Stati Uniti                                                  | Oregon                    | 24-03-2020 |                                        |            |            | Statale                                                       |
| Stati Uniti                                                  | Wisconsin                 | 24-03-2020 |                                        |            |            | Statale                                                       |
| Venezuela                                                    | Venezuela                 | 2020-03-17 | 2020-05-13                             |            |            | Nazionale                                                     |
| Vietnam                                                      | Vietnam                   | 2020-04-01 | 2020-04-22                             |            |            | Nazionale                                                     |
| Zimbabwe                                                     | Zimbabwe                  | 2020-03-30 | 2020-05-02                             |            |            | Nazionale                                                     |
| Dati aggiornati al marzo 18, 2025 Notes 1. 2. 3. 4. 5. 6. 7. |                           |            |                                        |            |            |                                                               |

     Misure di confinamento a livello nazionale attuali
     Misure di confinamento non a livello nazionale attuali
     Ex misure di confinamento a livello nazionale
     Ex misure di confinamento a livello non nazionale
     Nessuna misura di confinamento

Mappa di tutte le restrizioni di Paesi (al 29 novembre 2020)
Misure di confinamento a livello nazionale attuali
Misure di confinamento non a livello nazionale attuali
Ex misure di confinamento a livello nazionale
Ex misure di confinamento a livello non nazionale
Nessuna misura di confinamento

Nella tabella per blocco si intende:
- l'arresto di alcune parti dell'economia
- la chiusura di scuole e asili
- la chiusura di negozi non essenziali (a parte gli alimentari, quelli medici e le farmacie)
- la chiusura della produzione non essenziale
- l'annullamento di eventi e la chiusura di luoghi pubblici e ricreativi
- il coprifuoco, gli ordini casalinghi e il controllo totale dei movimenti

Si ritiene che queste misure abbiano causato il rallentamento della diffusione del coronavirus nel 2020.
La tabella non contiene misure con minori impatti economici come:
- la chiusura delle frontiere
- le misure di allontanamento sociale, restrizioni ai movimenti sociali e restrizioni ai viaggi
- le altre misure anti-pandemia non farmaceutiche come le quarantene obbligatorie dopo il viaggio, l'auto-quarantena
- qualsiasi misura volontaria piuttosto che applicabile per legge

Al 26 marzo 2020, 1,7 miliardi di persone in tutto il mondo si trovavano sotto qualche forma di blocco, dato che è aumentato a 3,9 miliardi di persone nella prima settimana di aprile (più della metà della popolazione mondiale).
Le restrizioni sono iniziate per la prima volta in Cina, poi adottate da altri paesi dell'Asia orientale come il Vietnam. Gran parte dell'Europa, del Nord America e dell'Africa ha impiegato molto più tempo per introdurre misure difficili. I blocchi tra e all'interno delle nazioni sono di rigore variabile.
A metà aprile 2020, quasi 300 milioni di persone (circa il 90% della popolazione degli Stati Uniti), erano sotto qualche forma di restrizione, circa 100 milioni nelle Filippine, circa 59 milioni in Sudafrica, e 1,3 miliardi erano bloccati in India; il più grande blocco della storia. Alla fine di aprile, circa 300 milioni di persone erano sottoposte a restrizioni in vari paesi d'Europa, tra cui, l'Italia, la Spagna, la Francia e il Regno Unito; mentre circa 200 milioni in America Latina.

## Stati senza misure di confinamento
Quasi tutti i paesi e i territori interessati dal COVID-19 hanno introdotto e applicato una quarantena come misura per contrastare la diffusione del virus. Tuttavia, paesi come la Corea del Sud e Taiwan, che si basavano sulla ricerca dei contatti da parte dei cellulari, hanno molti meno casi e morti. Tra quelli che non seguono questa strategia ci sono, in particolare, la Svezia (l'unico paese europeo con la Bielorussia a non farlo) Le misure in Svezia includevano la chiusura di università e scuole superiori e chiedevano ai residenti più anziani e a rischio di evitare i contatti sociali, mantenendo aperti ristoranti, scuole primarie e scuole materne.
I paesi in Asia senza blocchi includono: Giappone Corea del Sud e Indonesia. Questi paesi non hanno imposto alcun blocco rigoroso, ma hanno implementato misure di allontanamento sociale su larga scala e indossando mascherine.
Anche il Nicaragua deve ancora imporre un blocco. Mentre in Malawi una proposta di blocco da parte del governo è stata ordinata per essere ritardata dall'Alta Corte in Malawi.
Negli Stati Uniti, pochi Stati non hanno introdotto misure di confinamento.
| Stati e territori senza misure di confinamento | Stati e territori senza misure di confinamento | Stati e territori senza misure di confinamento |
| Stati e territori                              | Stati e territori                              | Ref                                            |
| ---------------------------------------------- | ---------------------------------------------- | ---------------------------------------------- |
| Bielorussia                                    | Bielorussia                                    | [ 233 ]                                        |
| Indonesia                                      | Indonesia                                      | [ 234 ]                                        |
| Giappone                                       | Giappone                                       | [ 235 ]                                        |
| Malawi                                         | Malawi                                         | [ 236 ]                                        |
| Nicaragua                                      | Nicaragua                                      | [ 237 ]                                        |
| Corea del Sud                                  | Corea del Sud                                  | [ 238 ]                                        |
| Svezia                                         | Svezia                                         | [ 239 ]                                        |
| Taiwan                                         | Taiwan                                         | [ 240 ]                                        |
| Stati Uniti                                    | Arkansas                                       | [ 241 ] [ 242 ]                                |
| Stati Uniti                                    | Iowa                                           | [ 241 ] [ 242 ]                                |
| Stati Uniti                                    | Nebraska                                       | [ 241 ] [ 242 ]                                |
| Stati Uniti                                    | Dakota del Nord                                | [ 241 ] [ 242 ]                                |
| Stati Uniti                                    | Dakota del Sud                                 | [ 241 ] [ 242 ]                                |
| Stati Uniti                                    | Wyoming                                        | [ 241 ] [ 242 ]                                |

## Misure di confinamento negli stati nel dettaglio

### Cina

#### Tabella riassuntiva
| Misure di confinamento in Cina  | Misure di confinamento in Cina | Misure di confinamento in Cina | Misure di confinamento in Cina | Misure di confinamento in Cina | Misure di confinamento in Cina | Misure di confinamento in Cina | Misure di confinamento in Cina | Misure di confinamento in Cina | Misure di confinamento in Cina |
| Città                           | Provincia                      | Data di inizio                 | Data di fine                   | Livello amministrativo         | Popolazione                    | Casi                           | Morti                          | Guariti                        | Attivi                         |
| ------------------------------- | ------------------------------ | ------------------------------ | ------------------------------ | ------------------------------ | ------------------------------ | ------------------------------ | ------------------------------ | ------------------------------ | ------------------------------ |
| Wuhan                           | Hubei                          | 2020-01-23                     | 2020-04-08                     | Sub-provincia                  | 11 081 000                     | 50 333                         | 3 869                          | 46 464                         | 0                              |
| Xiaogan                         | Hubei                          | 2020-01-24                     | 2020-03-25                     | Prefettura                     | 4 920 000                      | 3 518                          | 129                            | 3 389                          | 0                              |
| Huanggang                       | Hubei                          | 2020-01-23                     | 2020-03-25                     | Prefettura                     | 6 330 000                      | 2 907                          | 125                            | 2 782                          | 0                              |
| Jingzhou                        | Hubei                          | 2020-01-24                     | 2020-03-17                     | Prefettura                     | 5 590 200                      | 1 580                          | 52                             | 1 528                          | 0                              |
| Ezhou                           | Hubei                          | 2020-01-23                     | 2020-03-25                     | Prefettura                     | 1 077 700                      | 1 394                          | 59                             | 1 335                          | 0                              |
| Suizhou                         | Hubei                          | 2020-01-24                     | 2020-03-25                     | Prefettura                     | 2 216 700                      | 1 307                          | 45                             | 1 262                          | 0                              |
| Xiangyang                       | Hubei                          | 2020-01-28                     | 2020-03-25                     | Prefettura                     | 5 669 000                      | 1 175                          | 40                             | 1 135                          | 0                              |
| Huangshi                        | Hubei                          | 2020-01-24                     | 2020-03-13                     | Prefettura                     | 2 470 700                      | 1 015                          | 39                             | 976                            | 0                              |
| Yichang                         | Hubei                          | 2020-01-24                     | 2020-03-25                     | Prefettura                     | 4 135 850                      | 931                            | 37                             | 894                            | 0                              |
| Jingmen                         | Hubei                          | 2020-01-24                     | 2020-03-25                     | Prefettura                     | 2 896 500                      | 928                            | 41                             | 887                            | 0                              |
| Xianning                        | Hubei                          | 2020-01-24                     | 2020-03-25                     | Prefettura                     | 2 543 300                      | 836                            | 15                             | 821                            | 0                              |
| Shiyan                          | Hubei                          | 2020-01-24                     | 2020-03-25                     | Prefettura                     | 3 406 000                      | 672                            | 8                              | 664                            | 0                              |
| Xiantao                         | Hubei                          | 2020-01-24                     | 2020-03-25                     | Città-prefettura               | 1 140 500                      | 575                            | 22                             | 553                            | 0                              |
| Tianmen                         | Hubei                          | 2020-01-24                     | 2020-03-25                     | Sub-prefettura                 | 1 272 300                      | 496                            | 15                             | 481                            | 0                              |
| Enshi                           | Hubei                          | 2020-01-24                     | 2020-03-25                     | Prefettura autonoma            | 3 378 000                      | 252                            | 7                              | 245                            | 0                              |
| Qianjiang                       | Hubei                          | 2020-01-24                     | 2020-03-13                     | Sub-prefettura                 | 966 000                        | 198                            | 9                              | 189                            | 0                              |
| Shennongjia                     | Hubei                          | 2020-01-27                     | 2020-03-25                     | Sub-prefettura                 | 78 912                         | 11                             | 0                              | 11                             | 0                              |
| Totale quarantena:              | 59 172 000                     | 68 128                         | 4 512                          | 63 616                         | 0                              |                                |                                |                                |                                |
| Aggiornamento al 27 aprile 2020 |                                |                                |                                |                                |                                |                                |                                |                                |                                |

### Francia
In Francia a partire dal 17 marzo 2020, tutte le persone sono state tenute a compilare e portare un modulo di esenzione per lasciare la propria casa e potevano venire multate se l'uscita non era essenziale. I viaggi essenziali includevano gli acquisti per il cibo, il viaggio per andare al lavoro, l'accesso all'assistenza sanitaria e l'esercizio fisico entro 1 km da casa per un massimo di 1 ora. La polizia di tutto il paese ha istituito blocchi stradali per verificare che le persone che erano fuori e in giro avessero buone ragioni e che le loro dichiarazioni di esenzione fossero in ordine.

### India
Il 22 marzo 2020, il governo indiano ha deciso di bloccare completamente fino al 31 marzo 82 distretti in 22 stati e territori dell'Unione del paese in cui sono stati segnalati casi confermati. Sono stati ammessi solo i servizi essenziali. 80 città, tra cui le principali città come Bangalore, Chennai, Delhi, Mumbai, Pune e Calcutta, sono state messe al sicuro fino al 31 marzo. Il paese è entrato in blocco completo il 25 marzo 2020 per 21 giorni nel mezzo di un aumento del numero di casi.

### Irlanda
Il 12 marzo, il Taoiseach Leo Varadkar ha annunciato un lockdown in Irlanda con la conseguente chiusura delle scuole, dei college e delle strutture per l'infanzia fino al 29 marzo. Il 27 marzo Varadkar ha annunciato una serie di misure per ordinare ai cittadini di rimanere a casa in ogni circostanza. Tutti i negozi e servizi non essenziali, compresi tutti i pub, i bar, gli hotel e le discoteche sono rimasti chiusi e tutti gli incontri pubblici e privati di qualsiasi numero di persone sono stati banditi. Ai Garda Síochána (polizia irlandese) fu dato il potere di far applicare le misure, che furono ripetutamente prorogate fino al 18 maggio. Il 1º maggio 2020 il governo ha adottato una tabella di marcia per allentare le restrizioni in Irlanda, composta da cinque fasi e successivamente pubblicata online Il 5 giugno, Taoiseach Leo Varadkar ha annunciato una serie di modifiche alla tabella di marcia del governo per allentare le restrizioni COVID-19 in Irlanda, che ha riassunto come "Stay Local".

### Italia
Il 21 febbraio, almeno dieci città della Lombardia e del Veneto, con una popolazione totale di 50 000 abitanti, sono state bloccate in una procedura di quarantena a seguito di uno scoppio epidemico a Codogno, in provincia di Lodi. La polizia ha imposto un coprifuoco, chiudendo tutti gli edifici pubblici e controllando l'accesso attraverso i posti di blocco della polizia alla cosiddetta "zona rossa", con sanzioni per violazioni che vanno da una multa di € 206 a tre mesi di reclusione per i trasgressori che non siano lavoratori sanitari o di fornitura. Il presidente regionale della Basilicata, Vito Bardi, ha istituito una quarantena obbligatoria di 14 giorni per le persone che arrivano dalle aree del nord Italia colpite dall'epidemia.
L'8 marzo 2020, il primo ministro Conte ha affermato che gran parte dei territori del nord Italia, tra cui Milano, Venezia e tutta la regione Lombardia, sarebbero stati messi in quarantena, con restrizioni di movimento che avrebbero colpito circa 16 milioni di persone. Una bozza del d.P.C.m. è stata diffusa dagli organi di stampa la sera prima dell'entrata in vigore, provocando una fuga di circa 20.000 persone da Milano verso il Sud Italia tra sabato e domenica. Questa è stata la risposta più restrittiva presa in qualsiasi regione al di fuori della Cina, con ingenti riverberi sociali ed economici nell'Italia settentrionale, per tentare di limitare la rapida diffusione della malattia. Alla data dell'11 marzo 2020 ci sono stati 12 462 casi positivi di coronavirus, tra cui 1 045 persone guarite e 827 persone decedute in Italia.
La sera del 9 marzo 2020 la quarantena è stata estesa a tutta l'Italia e tutte le attività pubbliche sono state chiuse, al di fuori di esercizi di generi alimentari, supermercati, farmacie, e altre attività fornitrici di beni di prima necessità.
La sera del 26 aprile 2020 il presidente del Consiglio Giuseppe Conte ha annunciato un nuovo DPCM in vigore dal 4 maggio 2020, che ha previsto l'inizio della cosiddetta "fase 2", ovvero un allentamento graduale delle precedenti misure di contenimento, essendo la curva epidemica in fase di discesa. Nelle prime due settimane il decreto ha aggiunto agli spostamenti consentiti anche le visite ai congiunti all'interno del territorio regionale (sempre però mantenendo la distanza di almeno un metro e con l'uso obbligatorio di mascherine e guanti), ha permesso l'apertura dei parchi pubblici, il servizio da asporto per le attività di ristorazione, la ripresa di diverse attività produttive con il commercio all'ingrosso, la riapertura di stabilimenti balneari e ha consentito lo svolgimento di attività motorie a prescindere dalla lontananza dal proprio domicilio. Le celebrazioni religiose sono rimaste chiuse al pubblico, ad eccezione dei funerali, in cui è consentito un numero massimo di 15 partecipanti.
La provincia autonoma di Bolzano, l'8 maggio 2020, è stata il primo territorio in Italia a permettere la riapertura degli esercizi commerciali al dettaglio e, dal giorno 11, quella dei musei e di attività quali bar, ristoranti, parrucchieri e centri estetici. Queste attività sono state riprese in tutta Italia il 18 maggio, insieme alla riapertura di mostre e di luoghi culturali all'aperto e delle celebrazioni religiose (con ingressi contingentati). Da questa data dunque l'Italia ha ripreso una pseudo-normalità durante la quale è però obbligatorio rispettare le misure varate anti-contagio.
La ripresa delle attività didattiche in presenza è rimandata all'anno scolastico 2020-2021, anche se dal 4 maggio è possibile svolgere esami universitari in sede ed è consentita, sempre in presenza, la prova finale degli esami di maturità mentre, da remoto, gli esami di Scuola Secondaria di Primo Grado. Si può invece essere promossi alla classe successiva anche con più insufficienze, pur colmando tali insufficienze con successivi corsi di recupero, anche se è consentita la bocciatura per «studentesse e studenti con un quadro carente fin dal primo periodo scolastico».
Il 25 maggio hanno riaperto le palestre e sono state riavviate alcune attività sportive, tranne in Lombardia, dove i centri sportivi hanno ripreso le loro attività a partire dal 1º giugno. Dal 3 giugno è stata permessa la libera circolazione fra regioni. Il 4 giugno riapre l'Ospedale di Codogno.
L'8 giugno parte in sperimentazione per quattro regioni (Abruzzo, Liguria, Marche e Puglia) Immuni, un'applicazione per cellulari, scaricabile su base volontaria, che avvisa l'utente se è stato a contatto con una persona infetta da COVID-19, qualora anche quest'ultima abbia utilizzato l'app. L'applicazione, sviluppata da Bending Spoons e messa a disposizione del Governo italiano, associa a ogni telefono un codice casuale (tutelando così la privacy del fruitore): attivando il bluetooth, i telefoni che si trovano vicini si scambiano i rispettivi codici. Chi risulta positivo al virus può quindi scegliere se condividere il proprio codice, avvisando in questo modo gli altri utenti, che tuttavia non conosceranno l'identità del paziente positivo né il luogo in cui è avvenuto l'incontro.
Dal 12 giugno possono riprendere eventi e competizioni sportive di interesse nazionale, ma a porte chiuse.